# Humboldt-Express-Klasse
Die Humboldt-Express-Klasse war eine Klasse von zwei Kühlcontainerschiffen der Hamburger Reederei Hapag-Lloyd.

## Einzelheiten
Die beiden Schiffe wurden 1983/84 von der südkoreanischen Werft Samsung Heavy Industries in Koje gebaut. Es waren Vollcontainerschiffe mit vier Fünftel achtern über der Maschinenanlage angeordneten Aufbauten. Fünf der mit Cellguides versehenen Laderäume befanden sich vor dem Deckshaus und einer dahinter. Die 33 Luken waren mit Pontonlukendeckeln verschlossen. Die Containerkapazität lag bei 2181 TEU, es konnten 125 Conair-Kühlcontainer und 125 herkömmliche Kühlcontainer versorgt werden. Vor den Aufbauten befand sich bis zum Jahr 2006 ein fahrbarer Decks-Gantrykran, um in Häfen ohne eigene Infrastruktur  Verladearbeiten durchführen zu können. Auffällig in der Außengestaltung der Schiffe waren die beiden ganz außen hinter den Aufbauten stehenden Schornsteine, in denen die Abgasstränge des Hauptmotors und der Hilfsmotoren geführt sind, mit dem an ihrer Rückseite angebrachten Versorgungskran.

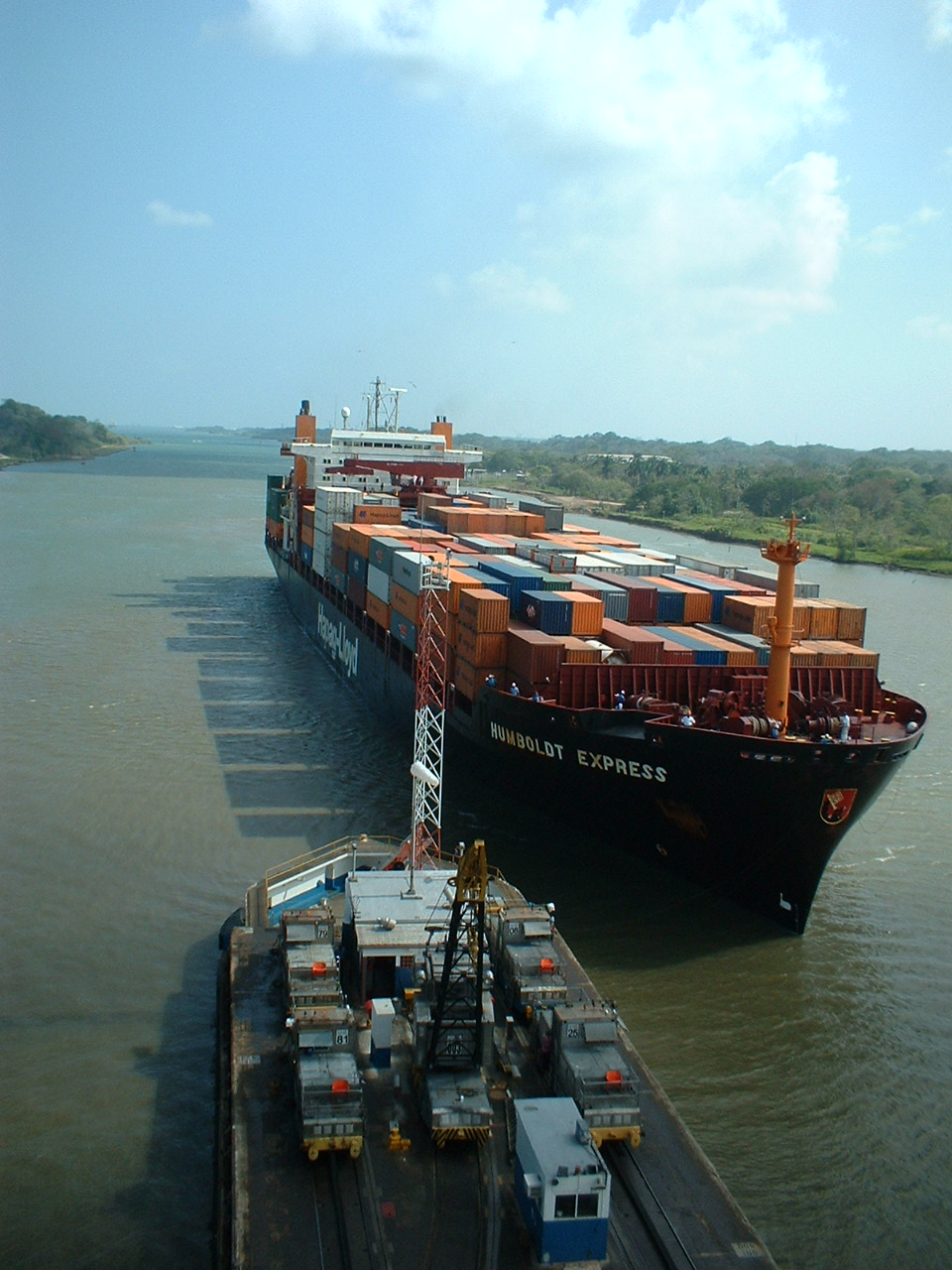
Die Humboldt Express im Panama-Kanal

Die Antriebsanlage bestand aus einem in B&W-Lizenz gebauten Hyundai-Dieselmotor des Typs 5L90GBE mit einer Leistung von 14.600 Kilowatt. Der Motor wirkte direkt auf einen Festpropeller und verhalf den Schiffen zu einer Geschwindigkeit von 18 Knoten.
Das Typschiff der Klasse, die Humboldt Express, wurde am 15. Juni 1984 an die Auftraggeber abgeliefert, das Schwesterschiff Cordillera Express folgte am 12. November des Jahres. Die Cordillera Express wurde schon im Dezember 1984 an die Partnerreederei Transportes Naveiros Ecuatorianos (Transnave) verchartert und in Isla de la Plata umbenannt. Im Oktober 1989 erwarb Transnave das Schiff komplett. 
Den größten Teil ihrer Karriere verbrachten die Schiffe im Liniendienst zwischen Nordeuropa und der Westküste Südamerikas. Ende 1996 kaufte Hapag-Lloyd die Isla de la Plata zurück und benannte sie in Santiago Express um. Im selben Jahr stellte die Reederei beide Schiffe unter die Flagge Singapurs. 2006 entfernte man die Deckskräne und setzte das Schiffsduo danach in den Fahrtgebieten Nordeuropa und westliches Mittelmeer zur Westküste Nordamerikas bis Vancouver in Kanada ein. 
Beide Schiffe gehörten in den letzten Jahren einer singapurischen Tochtergesellschaft Hapag-Lloyds und wurden von Anglo-Eastern Ship Management in Hongkong bereedert. Im Februar 2012 endete die letzte Reise der Humboldt Express in Alang, im Juni traf dort auch die Santiago Express zum Abbruch ein.
Nach der Umstellung der Funkanlagen der Schiffe auf das Global Maritime Distress Safety System (GMDSS) baute man die alte Funkstation der Humboldt Express ab und im ehemaligen Museum für Kommunikation in Hamburg wieder auf, wo sie seit dem 28. Juni 2000 zu besichtigen war.

## Die Schiffe
| Humboldt-Express-Klasse | Humboldt-Express-Klasse | Humboldt-Express-Klasse | Humboldt-Express-Klasse | Humboldt-Express-Klasse                                | Humboldt-Express-Klasse                                                                 | Humboldt-Express-Klasse |
| Bauname                 | Bauwerft / Baunummer    | IMO-Nummer              | Auftraggeber            | Kiellegung / Stapellauf / Indienststellung             | Umbenennungen und Verbleib                                                              |                         |
| ----------------------- | ----------------------- | ----------------------- | ----------------------- | ------------------------------------------------------ | --------------------------------------------------------------------------------------- | ----------------------- |
| Humboldt Express        | Samsung / 1025          | 8208270                 | Hapag-Lloyd             | 15. Juli 1983 / 29. Dezember 1983 / 15. Juni 1984      | Abbruch ab 17. Februar 2012 in Alang                                                    |                         |
| Cordillera Express      | Samsung / 1026          | 8208268                 | Hapag-Lloyd             | 29. September 1983 / 2. April 1984 / 12. November 1984 | 1984 Isla De La Plata, 1996 Santiago Express, ab Anfang Juni 2012 in Alang verschrottet |                         |